# Venâncio Aires
Pour les articles homonymes, voir Venâncio.
Venâncio Aires est une ville brésilienne dans l'État du Rio Grande do Sul. Elle est la capitale du Chimarrão, un maté, et l'industrie principale est celle du tabac.